# Ует Ует Ует
„Ует Ует Ует“ (на английски: Wet Wet Wet) е поп-група, формирана през 1982 г. в Глазгоу, Шотландия.
Тя е съставена от музикантите Марти Пелоу (вокал), Томи Кънингам (ударни, вокал), Греъм Кларк (бас, вокал) и Нийл Мичъл (клавишни, вокал). Петият член (неофициален) на бандата е соло-китаристът Греъм Дъфин.
Известни хитове на групата са Wishing I Was Lucky („Ще ми се да бях късметлия“), Goodnight Girl („Момиче за лека нощ“) и Love Is All Around („Любовта е навсякъде около нас“).

## Дискография

### Студийни албуми
- „Popped In, Souled Out“ (1987)
- „The Memphis Sessions“ (1988)
- „Holding Back the River“ (1989)
- „High on the Happy Side“ (1992)
- „Picture This“ (1995)
- „10“ (1997)
- „Timeless“ (2007)

### Компилации
- „End of Part One: Their Greatest Hits“ (1993)
- „Wet Wet Wet: The Greatest Hits“ (2004)
- „Step by Step: The Greatest Hits“ (2013)

### Концертни албуми
- „Wet Wet Wet: Live“ (1990)
- „Wet Wet Wet: Live at the Royal Albert Hall“ (1993)

### Други албуми
- „Cloak and Dagger“ (1992)

### Сингли
- „Wishing I Was Lucky“ (1987)
- „Sweet Little Mystery“ (1987)
- „Angel Eyes (Home and Away)“ (1987)
- „Temptation“ (1988)
- „With a Little Help from My Friends“ (1988)
- „Sweet Surrender“ (1989)
- „Broke Away“ (1989)
- „Hold Back the River“ (1990)
- „Stay with Me Heartache (Can't Stand the Night)“ (1990)
- „Make It Tonight“ (1991)
- „Put the Light On“ (1991)
- „Goodnight Girl“ (1991)
- „More than Love“ (1992)
- „Lip Service“ (1992)
- „Blue for You (live)/This Time (live)“ (1993)
- „Shed a Tear“ (1993)
- „Cold Cold Heart“ (1993)
- „Love Is All Around“ (1994)
- „Goodnight Girl '94“ (1994)
- „Julia Says“ (1995)
- „Don't Want to Forgive Me Now“ (1995)
- „Somewhere Somehow“ (1995)
- „She's All on My Mind“ (1995)
- „Morning“ (1996)
- „If I Never See You Again“ (1997)
- „Strange“ (1997)
- „Yesterday/Maybe I'm in Love“ (1997)
- „All I Want“ (2004)
- „Too Many People“ (2007)
- „Weightless“ (2008)
- „Step by Step“ (2013)